# Ectropoceros sextaria
Ectropoceros sextaria är en fjärilsart som beskrevs av Edward Meyrick 1917. Ectropoceros sextaria ingår i släktet Ectropoceros och familjen äkta malar. Inga underarter finns listade i Catalogue of Life.